# Ignatius Spencer

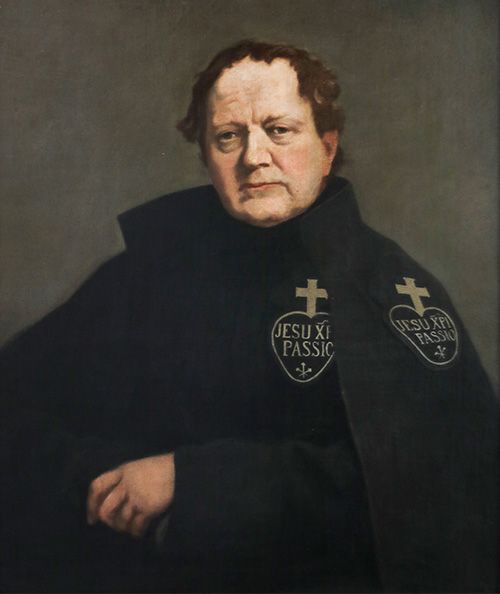

Ignatius of St Paul CP (* 21. Dezember 1799 in Admiralty House, London, England als Georg Spencer; † 1. Oktober 1864 in Carstairs, South Lanarkshire, Schottland) war ein britischer Adeliger, Geistlicher und Passionist sowie Ehrwürdiger Diener Gottes.

## Leben
George Spencer war der Sohn von George Spencer, 2. Earl Spencer, des damaligen Ersten Lord der Admiralität, geboren. Spencer wuchs Althorp, dem Familiensitz, auf und wurde er von einer Gouvernante sowie seiner Mutter erzogen. Ab 1808, im Alter von neun Jahren, besuchten er und sein Bruder Frederick das Eton College um ihre Ausbildung fortzusetzen. In Eton geriet Spencer unter den Einfluss von Richard Godley, einem standhaften evangelikalen Anglikaner der ihn in verschiedene Praktiken der Frömmigkeit und Askese einführte. Unzufrieden mit der Ausbildung und den evangelikalen Einflüssen von Eton entfernten ihn die Spencers zu Weihnachten 1814 von der Schule. Spencers Ausbildung wurde dann unter der Leitung von Charles James Blomfield aus Buckinghamshire fortgesetzt. Im Oktober 1817 ging Spencer zum Trinity College in Cambridge, wo er Theologie studierte. Er verbrachte einen Großteil der langen Ferien von 1818 mit seinem Freund Thomas Fremantle in Tywyn in Merionethshire. In Cambridge genoss Spencer die Gesellschaft und verbrachte die Tage mit Gesprächen, Teetrinken und Kartenspielen. Lady Spencer tadelte ihren Sohn für die Zeitverschwendung. Spencer schloss 1819 mit einem First Class Honours Degree ab.  Wie damals üblich, machte sich Spencer mit seinen Eltern auf den Weg zu seiner „Grand Tour“, nachdem er die Universität verlassen hatte. Während Spencer die kulturellen Aspekte dieser Tour sichtlich genoss, war er entsetzt über seine Begegnung mit dem kontinentalen Katholizismus.

### Anglikanischer Priester
Zurück aus Kontinentaleuropa bereitet er sich für die Ordination für Church of England vor. Als jüngerer Sohn einer aristokratischen Familie war das ein möglicher Karriereweg. Er studierte klassische Sprachen sowie bei einem jüdischen Gelehrten hebräisch. Am 22. Dezember 1822 wurde er zum Diakon ordiniert. Spencer arbeitete zwei Jahre in einer Sonntagsschule, aber auch als Magistrat in Northampton und wurde am 13. Juni 1824 zum Priester geweiht. Danach übertrug ihm sein Vater die Pfarrei in Brington. Spencer widmete sich voll und ganz der Pflege seiner Gemeinde und verbrachte seine Tage damit, seine Gemeindemitglieder, die Kranken und Sterbenden zu besuchen, und wurde oft gesehen, wie er Essen, Kleidung und Geld verteilte.

### Konversion zum Katholizismus
Während seiner Zeit in Brington fing Spencer an, Fragen zu seinem anglikanischen Glauben zu stellen und seine Zweifel beunruhigten ihn. Er erkundete die verschiedenen Traditionen der anglikanischen Kirche wie High Church und Low Church. Sogar in seiner eigenen Pfarrei traf er auf Methodisten und andere Nonkonformisten. Georges Erziehung war stark schriftgeprägt und er bemühte sich, in der Heiligen Schrift eine Grundlage für die Lehren zu finden, die in den 39 Artikeln enthalten sind. Während eines Urlaubs auf der Isle of Wight begann Spencer, die Schriften der frühen Kirchenväter zu lesen, insbesondere Chrysostomos und Gregor des Großen. Durch diese Lektüre begann Spencer allmählich den Unterschied zwischen katholischem und protestantischem Denken zu verstehen.
Ab 1827 machte Spencer Bekanntschaft mit mehreren katholischen Priestern, die Spencer ermutigten, mit seiner Lektüre fortzufahren. Bald darauf erhielt Spencer den ersten von drei anonymen Briefen von einem Korrespondenten in Lille. Der Korrespondent war sich Spencers Sorgen bewusst und schlug vor, sich weiter Gedanken über den Katholizismus zu machen. Schließlich brachte ein Treffen mit Ambrose Phillipps de Lisle, einem kürzlich zum Katholizismus konvertierten Engländer, Spencer auf den Weg der Konversion. Nach mehreren Begegnungen mit de Lisle und einer Reihe von Priestern gab Spencer seinen Amt in Brington auf und am 30. Januar 1830 wurde George Spencer in die katholische Kirche aufgenommen.
Um sich der Öffentlichkeit zu entziehen und den Schlag für seine Eltern zu mildern, ging er nach Rom um am Päpstlichen Englischen Kolleg zu studieren. Dort kam er in Kontakt mit Nicholas Wiseman, einem späteren Kardinal, der ihn in der katholischen Tradition unterrichtet. Während seiner Zeit in Rom traf er Dominic Barberi, einen Passionistenpater, der in ihm die Begeisterung für die Bekehrung England weckte. Barberi spielte auch in seinem weiteren Leben eine Rolle. Während seines Studiums in Rom schrieb Georg einen Bericht über seinen Übertritt vom protestantischen zum katholischen Glauben, der in den katholischen Zeitschriften veröffentlicht wurde. Im Januar 1832 wurde er schließlich zum Diakon geweiht und am 28. Mai 1832, dem Gedenktag von Augustinus von Canterbury, zum Priester.

### Rückkehr nach England
Im August 1832 kehrte Spencer nach England zurück um als Kurat an einer Kirche in Walsall zu arbeiten. Dort wurde ihm die Sorge für eine Kapelle in West Bromwich übertragen. Hier eröffnete er drei Schulen, hielt Vorträge über Religion und machte viele Konvertiten, sowie seine üblichen Aktivitäten in der Gemeinde. Spencers Ruf als Prediger begann zu wachsen, und bald predigte er in St. Chad’s, Manchester, und St. Mary’s, Derby. Während eines Besuchs in Frankreich im Jahr 1838 schlug Spencer Hyacinthe-Louis de Quélen, dem Erzbischof von Paris, einen Gebetskreuzzug für die Bekehrung Englands vor. Viele von Spencers einflussreichen Freunden schlossen sich dieser Kampagne an und die Nachricht davon verbreitete sich in ganz Großbritannien und im britischen Weltreich aus. Im Mai 1839 wurde er zum geistlichen Leiter der Seminaristen am Oscott College ernannt und predigte im selben Monat in St. Chad’s, Manchester, über die große Bedeutung einer Wiedervereinigung zwischen den Katholiken und den Protestanten Englands und den Methoden, sie zu bewirken. Im Januar 1840 besuchte Spencer John Henry Newman am Oriel College in Oxford, um ihn zu bitten, mit ihm für „Einheit in der Wahrheit“ zu beten. Newman schickte Spencer weg und weigerte sich sogar, ihn zu sehen, entschuldigte sich aber später dafür in seiner Apologia.
Spencers „Kreuzzug“ stieß nicht nur auf Newmans Widerstand, sondern auch innerhalb der katholischen Kirche in England, wo Dr. Baines einen Hirtenbrief benutzte, um die Aktivitäten „bestimmter Konvertiten“ zu tadeln. Während Spencer seine Aktivitäten eine Zeit lang einschränkte, war aber bald wieder bei der Arbeit. Im Juli 1842 brach er zu einer Predigtreise durch Irland auf, um die Iren zum Gebet für ihre englischen Brüder aufzufordern. Spencer freute sich auch sehr über den Segen von Papst Pius IX., der denjenigen, die für England beten würden, eine Reihe von Ablässen gewährte.  Spencers Kreuzzug war die erste Vereinigung, welche die Einheit der Christen als Ziel hatte und deshalb wird er oft als Apostel des ökumenischen Gebets bezeichnet.

### Eintritt bei den Passionisten
Spencer hatte oft über eine Berufung zum Ordensleben nachgedacht. 1846 nach langen Exerzitien entschied er sich den Passionisten beizutreten. Am 5. Januar 1847 wurde er als Passionist durch Dominic Barberie eingekleidet. Er nahm den Ordensnamen Ignatius of Saint Paul an. Spencer stürzte sich in das Leben der Passionisten und begann, nachdem er 1848 sein Ordensgelübde abgelegt hatte, Predigten in ganz Großbritannien und Irland zu halten, wobei er immer zu Gebeten für die Bekehrung Englands aufrief. Im August 1849 predigte Spencer in Belgien, als er von Barberis Tod hörte. Hierdurch wurde er Provinzial der Passionisten-Kongregation in England und Belgien. 1851 machte sich Spencer auf den Weg nach Rom, um die Zustimmung des Papstes für seine Arbeit zu erlangen. Bei seiner Rückkehr traf er auch mit mehreren prominenten Bischöfen sowie mit Kaiser Franz Josef von Österreich zusammen.

### Tod

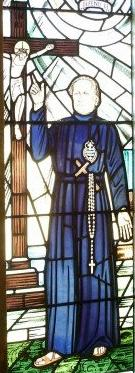
Glasfenster mit der Darstellung von Pater Ignatius

Spencers Gesundheit war immer bestenfalls prekär gewesen, und erschöpft von ständiger Arbeit, Predigt und Betteln erlitt er einen Herzinfarkt und starb am 1. Oktober 1864 allein in einem Graben (den Tod, den er oft als ideal für sich selbst bezeichnet hatte).  Spencer kehrte Ende September 1864 von einer Mission in Schottland zurück. Er hielt in Carstairs an, um einen alten Freund zu besuchen. Er ließ sein Gepäck am Bahnhof zurück, ging die Straße hinunter durch die Landschaft zum Haus, brach zusammen und starb.
Er wurde am 4. Oktober neben Dominic Barberi und Elizabeth Prout in St. Anne’s, Sutton, St. Helens, beigesetzt.

## Seligsprechungsprozess
Als sein Leichnam 1973 exhumiert wurde, stellte man fest, dass Spencer an entsetzlicher Arthritis litt, seine Zunge jedoch seit dem Tag seines Todes keinen Verfall erlitten hatte.
m März 2007 gab die katholische Kirche bekannt, dass die erste Phase von Spencers Seligsprechungsprozess abgeschlossen und alle erforderlichen Dokumente nach Rom weitergeleitet worden seien. Der nächste Schritt in diesem Prozess wäre eine Erklärung des Heiligen Stuhls, dass Spencer als „Ehrwürdig“ bezeichnet werden könnte; Am 6. Dezember 2010 berichtete die BBC, dass der Vatikan zu dem Schluss gekommen sei, dass er ein Leben in „heroischer Tugend“ geführt habe, und den Weg für eine solche Erklärung geebnet habe.
Am 20. Februar 2021 erklärte Papst Franziskus Spencer offiziell zum „Ehrwürdigen Diener Gottes“.

## Schriften
- Short Account of the Conversion of the Hon. And Rev. G. Spencer to the Catholic Faith, written by himself, in the English College, at Rome, in the year 1831
- Letters in Defence of Various Points of the Catholic Faith, 1836
- A Return to the Primitive Order of the Church, 1839
- An Account of the Life of C. R. Pakenham, 1857
- Life of Blessed Paul of the Cross, trans., 1860
- The Christian Armed, 1865